# Saison 2015 du Yokohama F·Marinos
Maillots
Chronologie
Saison précédente Saison suivante
La saison 2015 du Yokohama F·Marinos est la 23e saison du club en première division du championnat du Japon.

## Avant-saison
L'avant-saison est marquée par un changement d'entraîneur à la tête du club. Le Japonais Yasuhiro Higushi, parti au Ventforet Kofu, est remplacé le 10 décembre 2014 par le Français Erick Mombaerts en provenance du Havre.

## Transferts

### Mercato d'hiver

#### Arrivées
Entraîneur : Erick Mombaerts (Le Havre Athletic)
Gardien de but : Junto Taguchi (formé au club)
Défenseur : Takashi Amano (JEF United - retour de prêt), Yusuke Higa (Kyoto Sanga - retour de prêt)
Milieu de terrain : Andrew Kumagai (Shonan Bellmare - retour de prêt), Kensei Nakashima (Higashi Fukuoka)
Attaquant : Teruhito Nakagawa (Senshu University)

#### Départs
Entraîneur : Yasuhiro Higuchi (Ventforet Kofu)
Gardien de but : Yuji Rokutan (Vegalta Sendai)
Milieu de terrain : Eijiro Takeda (Shonan Bellmare), Shohei Ogura (Gamba Osaka), Rei Matsumoto (Oita Trinita), Sho Matsumoto (prêté au Renofa Yamaguchi)
Attaquant : Yoshihito Fujita (Shonan Bellmare)

## Compétitions

### Championnat
La Japan League 2015 est la 50e édition de la première division japonaise, la 23e sous l'appellation J. League 1. Elle oppose les dix-huit meilleurs clubs du Japon en une série de trente-quatre journées. Le championnat débute en mars 2015 et s'achève en décembre de la même année. 
Les meilleurs de ce championnat se qualifient pour la compétition continentale qu'est la Ligue des champions de l'AFC. Le nombre de qualifiés en Ligue des champions via le championnat, de trois à quatre, varie en fonction du vainqueur de la coupe nationale, la Coupe de l'Empereur. De plus, le vainqueur du championnat, Sanfrecce Hiroshima, se qualifie pour la Coupe du monde des clubs, qui se déroule au Japon au mois de décembre.
| Rang | Équipe               | Pts | J  | G  | N | P  | Bp | Bc | Diff |
| ---- | -------------------- | --- | -- | -- | - | -- | -- | -- | ---- |
| 1    | Urawa Red Diamonds   | 41  | 17 | 12 | 5 | 0  | 39 | 17 | +22  |
| 2    | Football Club Tokyo  | 35  | 17 | 11 | 2 | 4  | 24 | 18 | +6   |
| 3    | Sanfrecce Hiroshima  | 34  | 17 | 10 | 4 | 3  | 29 | 16 | +13  |
| 4    | Gamba OsakaT         | 32  | 17 | 9  | 5 | 3  | 24 | 13 | +11  |
| 5    | Kawasaki Frontale    | 30  | 17 | 9  | 3 | 5  | 32 | 26 | +6   |
| 6    | Yokohama F·Marinos   | 26  | 17 | 7  | 5 | 5  | 21 | 17 | +4   |
| 7    | Vegalta Sendai       | 23  | 17 | 6  | 5 | 6  | 27 | 20 | +7   |
| 8    | Kashima Antlers      | 22  | 17 | 6  | 4 | 7  | 27 | 25 | +2   |
| 9    | Nagoya Grampus       | 22  | 17 | 6  | 4 | 7  | 18 | 18 | 0    |
| 10   | Shonan BellmareP     | 22  | 17 | 6  | 4 | 7  | 20 | 24 | -4   |
| 11   | Sagan Tosu           | 20  | 17 | 5  | 5 | 7  | 22 | 32 | -10  |
| 12   | Ventforet Kōfu       | 20  | 17 | 6  | 2 | 9  | 12 | 22 | -10  |
| 13   | Vissel Kobe          | 19  | 17 | 4  | 7 | 6  | 17 | 19 | -2   |
| 14   | Kashiwa Reysol       | 18  | 17 | 4  | 6 | 7  | 22 | 25 | -3   |
| 15   | Matsumoto Yamaga FCP | 15  | 17 | 4  | 3 | 10 | 17 | 26 | -9   |
| 16   | Montedio YamagataP   | 14  | 17 | 3  | 5 | 9  | 14 | 24 | -10  |
| 17   | Albirex Niigata      | 14  | 17 | 3  | 5 | 9  | 20 | 33 | -13  |
| 18   | Shimizu S-Pulse      | 14  | 17 | 3  | 5 | 9  | 22 | 32 | -10  |

| Rang | Équipe               | Pts | J  | G  | N | P  | Bp | Bc | Diff |
| ---- | -------------------- | --- | -- | -- | - | -- | -- | -- | ---- |
| 1    | Sanfrecce Hiroshima  | 40  | 17 | 13 | 1 | 3  | 44 | 14 | +30  |
| 2    | Kashima Antlers      | 37  | 17 | 12 | 1 | 4  | 30 | 16 | +14  |
| 3    | Gamba OsakaT         | 31  | 17 | 9  | 4 | 4  | 32 | 24 | +8   |
| 4    | Urawa Red Diamonds   | 31  | 17 | 9  | 4 | 4  | 30 | 23 | +7   |
| 5    | Yokohama F·Marinos   | 29  | 17 | 8  | 5 | 4  | 24 | 15 | +9   |
| 6    | Football Club Tokyo  | 28  | 17 | 8  | 4 | 5  | 21 | 15 | +6   |
| 7    | Kawasaki Frontale    | 27  | 17 | 8  | 3 | 6  | 30 | 22 | +8   |
| 8    | Kashiwa Reysol       | 27  | 17 | 8  | 3 | 6  | 24 | 18 | +6   |
| 9    | Shonan BellmareP     | 26  | 17 | 7  | 5 | 5  | 20 | 20 | 0    |
| 10   | Nagoya Grampus       | 24  | 17 | 7  | 3 | 7  | 26 | 30 | -4   |
| 11   | Albirex Niigata      | 20  | 17 | 5  | 5 | 7  | 21 | 25 | -4   |
| 12   | Sagan Tosu           | 20  | 17 | 4  | 8 | 5  | 15 | 22 | -7   |
| 13   | Vissel Kobe          | 19  | 17 | 6  | 1 | 10 | 27 | 30 | -3   |
| 14   | Ventforet Kōfu       | 17  | 17 | 4  | 5 | 8  | 14 | 21 | -7   |
| 15   | Matsumoto Yamaga FCP | 13  | 17 | 3  | 4 | 10 | 13 | 28 | -15  |
| 16   | Vegalta Sendai       | 12  | 17 | 3  | 3 | 11 | 17 | 28 | -11  |
| 17   | Shimizu S-Pulse      | 12  | 17 | 2  | 6 | 9  | 15 | 33 | -18  |
| 18   | Montedio YamagataP   | 10  | 17 | 1  | 7 | 9  | 10 | 29 | -19  |

#### Classement cumulé
| Rang | Équipe                | Pts | J  | G  | N  | P  | Bp | Bc | Diff |
| ---- | --------------------- | --- | -- | -- | -- | -- | -- | -- | ---- |
| 1    | Sanfrecce HiroshimaP2 | 74  | 34 | 23 | 5  | 6  | 73 | 30 | +43  |
| 2    | Urawa Red DiamondsP1  | 72  | 34 | 21 | 9  | 4  | 69 | 40 | +29  |
| 3    | Gamba Osaka'T'C       | 63  | 34 | 18 | 9  | 7  | 56 | 37 | +19  |
| 4    | Football Club Tokyo   | 63  | 34 | 19 | 6  | 9  | 45 | 33 | +12  |
| 5    | Kashima Antlers       | 59  | 34 | 18 | 5  | 11 | 57 | 41 | +16  |
| 6    | Kawasaki Frontale     | 57  | 34 | 17 | 6  | 11 | 62 | 48 | +14  |
| 7    | Yokohama F·Marinos    | 55  | 34 | 15 | 10 | 9  | 45 | 32 | +13  |
| 8    | Shonan BellmareP      | 48  | 34 | 13 | 9  | 12 | 40 | 44 | -4   |
| 9    | Nagoya Grampus        | 46  | 34 | 13 | 7  | 14 | 44 | 48 | -4   |
| 10   | Kashiwa Reysol        | 45  | 34 | 12 | 9  | 13 | 46 | 43 | +3   |
| 11   | Sagan Tosu            | 40  | 34 | 9  | 13 | 12 | 37 | 54 | -17  |
| 12   | Vissel Kobe           | 38  | 34 | 10 | 8  | 16 | 44 | 49 | -5   |
| 13   | Ventforet Kōfu        | 37  | 34 | 10 | 7  | 17 | 26 | 43 | -17  |
| 14   | Vegalta Sendai        | 35  | 34 | 9  | 8  | 17 | 44 | 48 | -4   |
| 15   | Albirex Niigata       | 34  | 34 | 8  | 10 | 16 | 41 | 58 | -17  |
| 16   | Matsumoto Yamaga FCP  | 28  | 34 | 7  | 7  | 20 | 30 | 54 | -24  |
| 17   | Shimizu S-Pulse       | 25  | 34 | 5  | 10 | 19 | 37 | 65 | -28  |
| 18   | Montedio YamagataP    | 24  | 34 | 4  | 12 | 18 | 24 | 53 | -29  |

|  | Qualification pour la Ligue des champions de l'AFC 2016 et pour la phase finale du championnat |
|  | Qualification pour le tour préliminaire de la Ligue des champions de l'AFC 2016                |
|  | Relégation directe en deuxième division                                                        |
|  | T : Tenant du titre C : Vainqueur de la Coupe de l'Empereur 2015 P : Promu de D2               |

### Coupe de l'Empereur
La Coupe de l'Empereur 2015 est la 95e édition de la Coupe du Japon, c'est une compétition à élimination directe (7 tours) mettant aux prises des clubs de football amateurs et professionnels à travers le Japon. Elle oppose 88 équipes. Elle est organisée par la Fédération japonaise de football.
Le vainqueur de cette coupe décroche une place qualificative l'année suivante pour la Ligue des champions de l'AFC, équivalent asiatique de la Ligue des champions de l'UEFA européenne.
Le Yokohama F·Marinos est éliminé au quatrième tour par le Vissel Kobe sur le score de 1-0.

### Coupe Nabisco
La Coupe Nabisco 2015 est la 22e édition de la Coupe de la Ligue japonaise, organisée par la JFA, elle oppose les 18 équipes de Japan League.
Le vainqueur se qualifie pour la Coupe Suruga Bank.
Le Yokohama F·Marinos est éliminé en phase de poules.

## Joueurs et encadrement technique

### Effectif professionnel
Ci-dessous la composition de l'effectif au 18 janvier 2015 : 
| N° | Nat.              | Poste | Nom du joueur        |
| -- | ----------------- | ----- | -------------------- |
| 1  | Drapeau du Japon  | G     | Tetsuya Enomoto      |
| 2  | Drapeau du Japon  | D     | Takashi Amano        |
| 4  | Drapeau du Japon  | D     | Yuzo Kurihara        |
| 5  | Drapeau du Brésil | D     | Fabio                |
| 6  | Drapeau du Japon  | M     | Yuta Mikado          |
| 7  | Drapeau du Japon  | M     | Shingō Hyōdō         |
| 8  | Drapeau du Japon  | M     | Kosuke Nakamachi     |
| 9  | Drapeau du Japon  | A     | Takuro Yajima        |
| 10 | Drapeau du Japon  | M     | Shunsuke Nakamura () |
| 11 | Drapeau du Japon  | A     | Manabu Saito         |
| 13 | Drapeau du Japon  | D     | Yuzo Kobayashi       |
| 14 | Drapeau du Japon  | M     | Andrew Kumagai       |
| 15 | Drapeau du Japon  | D     | Yusuke Higa          |
| 16 | Drapeau du Japon  | A     | Sho Ito              |
| 17 | Drapeau du Japon  | M     | Jin Hanato           |
| 18 | Drapeau du Brésil | A     | Rafinha              |

| No. | Nat.              | Position | Nom du joueur     |
| --- | ----------------- | -------- | ----------------- |
| 19  | Drapeau du Japon  | A        | Teruhito Nakagawa |
| 20  | Drapeau du Japon  | M        | Yūhei Satō        |
| 21  | Drapeau du Japon  | G        | Hiroki Iikura     |
| 22  | Drapeau du Japon  | D        | Yuji Nakazawa     |
| 23  | Drapeau du Japon  | D        | Takumi Shimohira  |
| 24  | Drapeau du Japon  | D        | Yuta Narawa       |
| 25  | Drapeau du Japon  | M        | Jungo Fujimoto    |
| 26  | Drapeau du Japon  | M        | Kensei Nakashima  |
| 27  | Drapeau du Japon  | D        | Seitaro Tomisawa  |
| 28  | Drapeau du Japon  | M        | Takuya Kida       |
| 29  | Drapeau du Japon  | M        | Jun Amano         |
| 30  | Drapeau du Japon  | G        | Junto Taguchi     |
| 31  | Drapeau du Japon  | G        | Ryota Suzuki      |
| 33  | Drapeau du Japon  | D        | Fumitaka Kitatani |
| 39  | Drapeau du Brésil | A        | Ademilson         |
| 40  | Drapeau du Japon  | A        | Masashi Wada      |

À noter que selon le site officiel du club la mascotte porte le numéro 0 et les supporters portent le numéro 12.
Le numéro 3 (Naoki Matsuda) est retiré en hommage au joueur emblématique du club décédé en 2011.

## Équipementiers, sponsors et maillots
L'équipementier du Yokohama F·Marinos est Adidas.
Le club de Yokohama est sponsorisé par Nissan.